# NK Prečko Zagreb
Nogometni klub Prečko Zagreb hrvatski je nogometni klub iz zagrebačkog naselja Prečko. Trenutačno se natječe u 3. NL – Centar.

## Vanjske poveznice
- Profil, HNS Semafor